# Olympische Sommerspiele 2020/Leichtathletik – Hochsprung (Männer)
Der Hochsprungwettkampf der Männer bei den Olympischen Spielen 2020 in Tokio wurde am 30. Juli 2021 und 1. August 2021 im neuerbauten Nationalstadion ausgetragen.
Hier gab es bei einem Gleichstand nach Fehlversuchen und gleicher erzielter Höhe von 2,37 m mit dem Italiener Gianmarco Tamberi und dem Katari Mutaz Essa Barshim zwei Olympiasieger. Beide verzichteten auf ein eigentlich für diesen Fall vorgesehenes Stechen. Auch der drittplatzierte Belarusse Maksim Nedasekau hatte mit Einstellung seines eigenen Landesrekordes 2,37 m übersprungen und gewann damit die Bronzemedaille.

## Aktuelle Titelträger
| Olympiasieger                         | Derek Drouin ( Kanada)           | 2,38 m | Rio de Janeiro 2016 |
| Weltmeister                           | Mutaz Essa Barshim ( Katar)      | 2,37 m | Doha 2019           |
| Europameister                         | Mateusz Przybylko ( Deutschland) | 2,35 m | Berlin 2018         |
| Nord-/Zentralamerika-/Karibik-meister | Jeron Robinson ( USA)            | 2,28 m | Toronto 2018        |
| Südamerikameister                     | Fernando Ferreira ( Brasilien)   | 2,29 m | Guayaquil 2021      |
| Asienmeister                          | Majd Eddin Ghazal ( Syrien)      | 2,31 m | Doha 2019           |
| Afrikameister                         | Mathew Sawe ( Kenia)             | 2,30 m | Asaba 2018          |
| Ozeanienmeister                       | Hamish Kerr ( Neuseeland)        | 2,30 m | Townsville 2019     |

## Rekorde

### Bestehende Rekorde
| Weltrekord         | Javier Sotomayor ( Kuba) | 2,45 m | Salamanca, Spanien     | 27. Juli 1993 |
| Olympischer Rekord | Charles Austin ( USA)    | 2,39 m | Finale OS Atlanta, USA | 29. Juli 1996 |

Der bestehende olympische Rekord wurde bei diesen Spielen nicht erreicht. Am höchsten sprangen die beiden Olympiasieger Mutaz Essa Barshim aus Katar und Gianmarco Tamberi aus Italien sowie der belarussische Olympiadritte Maksim Nedassekau im Finale am 1. August. Alle drei erzielten jeweils 2,37 m mit ihren jeweils ersten Versuchen und blieben damit nur zwei Zentimeter unter dem olympischen Rekord. Zum Weltrekord fehlten ihnen acht Zentimeter.

### Rekordegalisierungen / -verbesserungen
Ein Landesrekord wurde verbessert, ein weiterer egalisiert:
- 2,37 m (Egalisierung) – Maksim Nedassekau (Belarus), Finale am 1. August, erster Versuch
- 2,35 m (Verbesserung) – Woo Sang-hyeok (Südkorea), Finale am 1. August, erster Versuch

## Legende
Kurze Übersicht zur Bedeutung der Symbolik – so üblicherweise auch in sonstigen Veröffentlichungen verwendet:
| – | verzichtet   |
| o | übersprungen |
| x | ungültig     |

## Besondere Vorkommnisse
Beim Hochsprungwettbewerb der Männer gab es nach übersprungenen 2,37 m und dreifach missglückten Sprüngen über 2,39 m einen Gleichstand zwischen dem Italiener Gianmarco Tamberi und dem Katari Mutaz Essa Barshim. Beide hatten zuvor keinen Fehlversuch in ihren Serien. Auch der Belarusse Maksim Nedassekau hatte 2,37 m mit seinem ersten Versuch bewältigt, doch in seiner Serie stand bei 2,19 m und 2,33 m jeweils ein Fehlversuch, sodass er hinter den beiden auf Platz drei lag. Ein Offizieller des IOC fragte Barshim und Tamberi, ob sie die Regel kennen, nach der nun ein Stechen möglich sei, um den Olympiasieger zu ermitteln. Auf die Frage von Barshim, ob beide guten Freunde mit der Goldmedaille ausgezeichnet werden können, bestätigte dies der Kampfrichter und der Wettkampf endete mit zwei Olympiasiegern. Beide umarmten sich und Tamberi äußerte in einem Interview nach der Entscheidung, er „hätte seine Medaille niemals mit jemand anderem geteilt“ außer Barshim, da beide gut befreundet seien und dieselbe Verletzung durchgemacht hätten.

## Ergebnisse

### Qualifikation
Die Athleten traten zu einer Qualifikationsrunde in zwei Gruppen an. Dreizehn Athleten (hellblau unterlegt) übersprangen die geforderte Qualifikationshöhe von 2,28 m Die qualifizierten Wettbewerber traten zwei Tage später zum Finale an.
Aus deutschsprachigen Ländern erreichte kein Springer das Finale.

#### Gruppe A

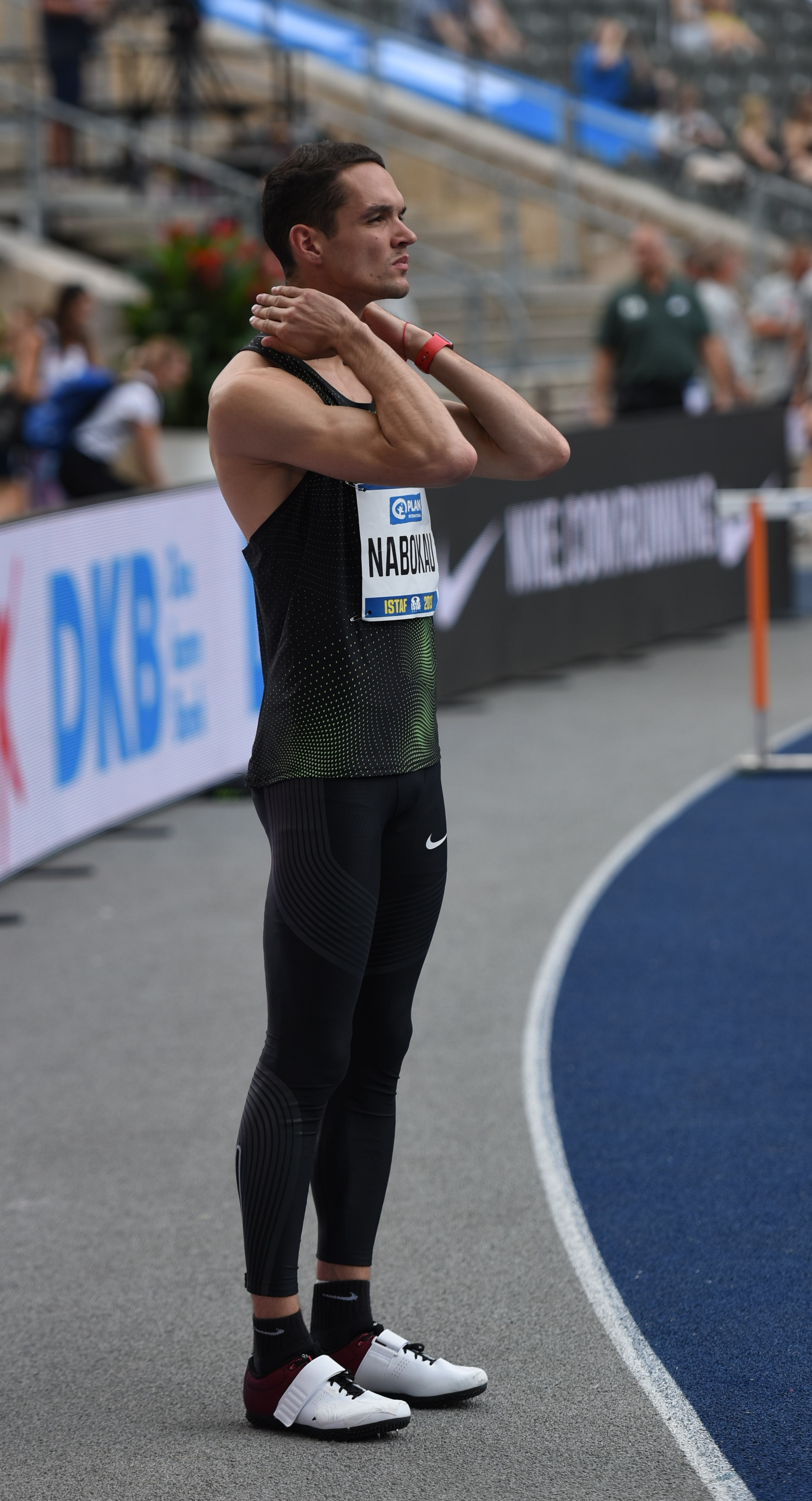
Dsmitryj Nabokau – ausgeschieden mit 2,25 m
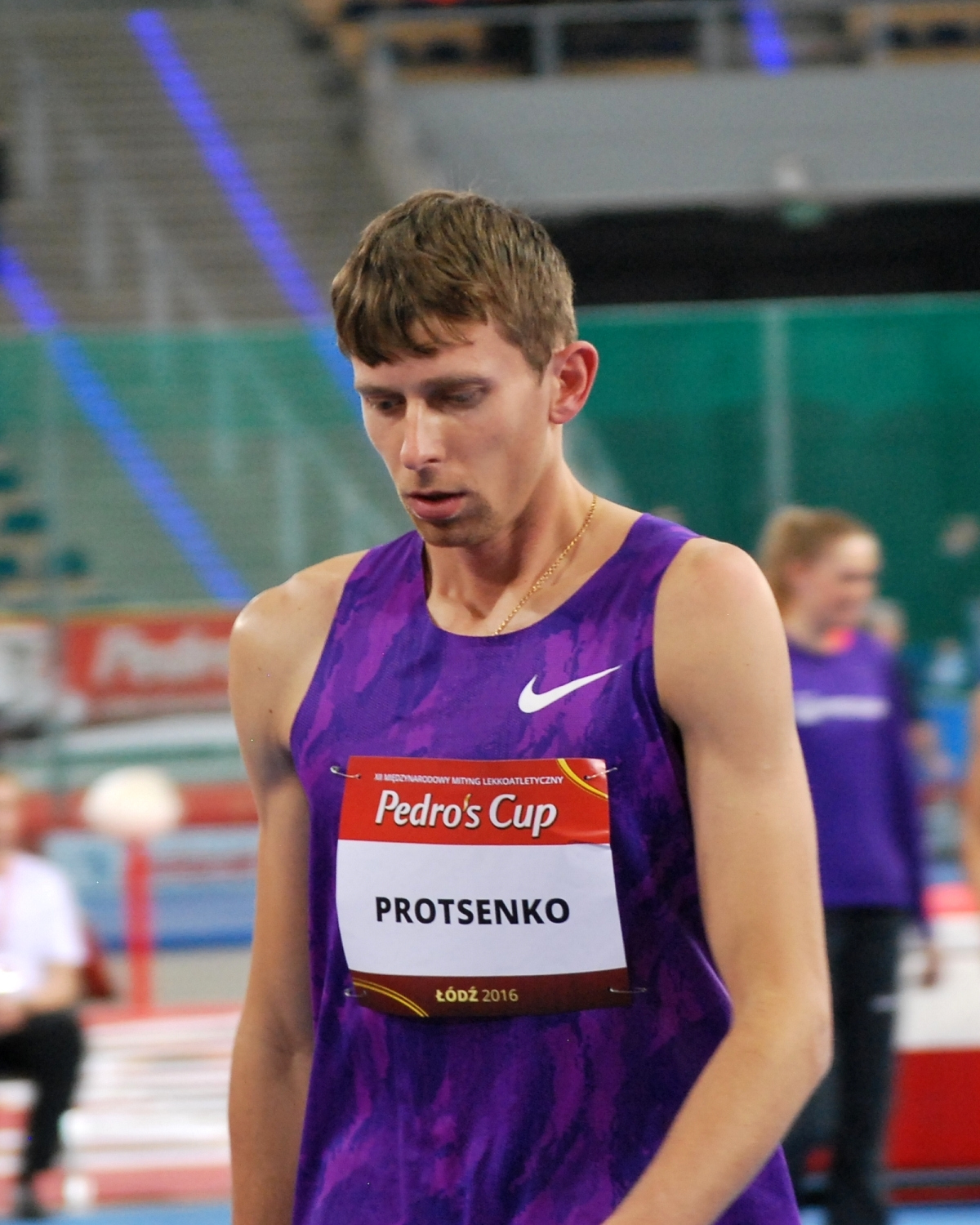
Andrij Prozenko – ausgeschieden mit 2,25 m

30. Juli 2021, 9:19 Uhr Ortszeit (2:19 Uhr MESZ)
| Platz | Name               | Nation              | 2,17 m | 2,21 m | 2,25 m | 2,28 m | Höhe   | Anmerkung |
| ----- | ------------------ | ------------------- | ------ | ------ | ------ | ------ | ------ | --------- |
| 1     | Mutaz Essa Barshim | Katar               | –      | o      | o      | o      | 2,28 m |           |
| 1     | Django Lovett      | Kanada              | o      | o      | o      | o      | 2,28 m |           |
| 3     | Hamish Kerr        | Neuseeland          | o      | o      | xo     | o      | 2,28 m |           |
| 4     | Shelby McEwen      | USA                 | xo     | xxo    | o      | o      | 2,28 m |           |
| 5     | Gianmarco Tamberi  | Italien             | o      | o      | o      | xo     | 2,28 m |           |
| 6     | Ilja Iwanjuk       | ROC                 | o      | o      | xo     | xo     | 2,28 m |           |
| 7     | Tom Gale           | Großbritannien      | o      | o      | xo     | xxo    | 2,28 m | SB        |
| 8     | Dsmitryj Nabokau   | Belarus             | o      | o      | o      | xxx    | 2,25 m |           |
| 8     | Andrij Prozenko    | Ukraine             | o      | o      | o      | xxx    | 2,25 m |           |
| 10    | Takashi Etō        | Japan               | o      | o      | xxx    |        | 2,21 m |           |
| 10    | Wang Yu            | Volksrepublik China | o      | o      | xxx    |        | 2,21 m |           |
| 12    | Fernando Ferreira  | Brasilien           | o      | xxo    | xxx    |        | 2,21 m |           |
| 13    | Donald Thomas      | Bahamas             | xxo    | xxo    | xxx    |        | 2,21 m |           |
| 14    | Adrijus Glebauskas | Litauen             | o      | xxx    |        |        | 2,17 m |           |
| 14    | Luis Zayas         | Kuba                | o      | xxx    |        |        | 2,17 m |           |
| 16    | Mathew Sawe        | Kenia               | xo     | xxx    |        |        | 2,17 m |           |
| NM    | Lee Hup Wei        | Malaysia            | xxx    |        |        |        | ogV    |           |

Weitere in Qualifikationsgruppe A ausgeschiedene Hochspringer:

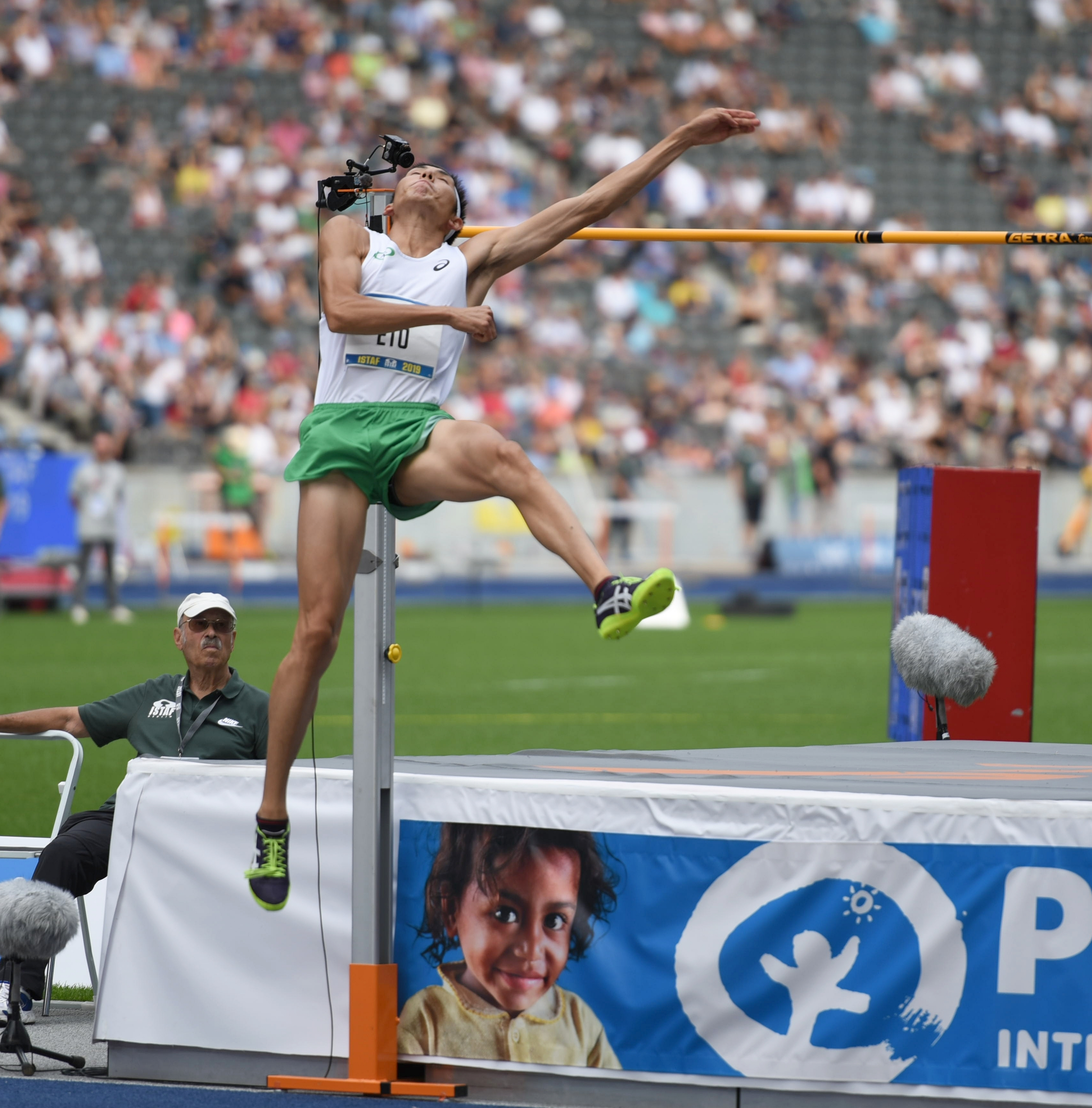
Takashi Etō – 2,21 m
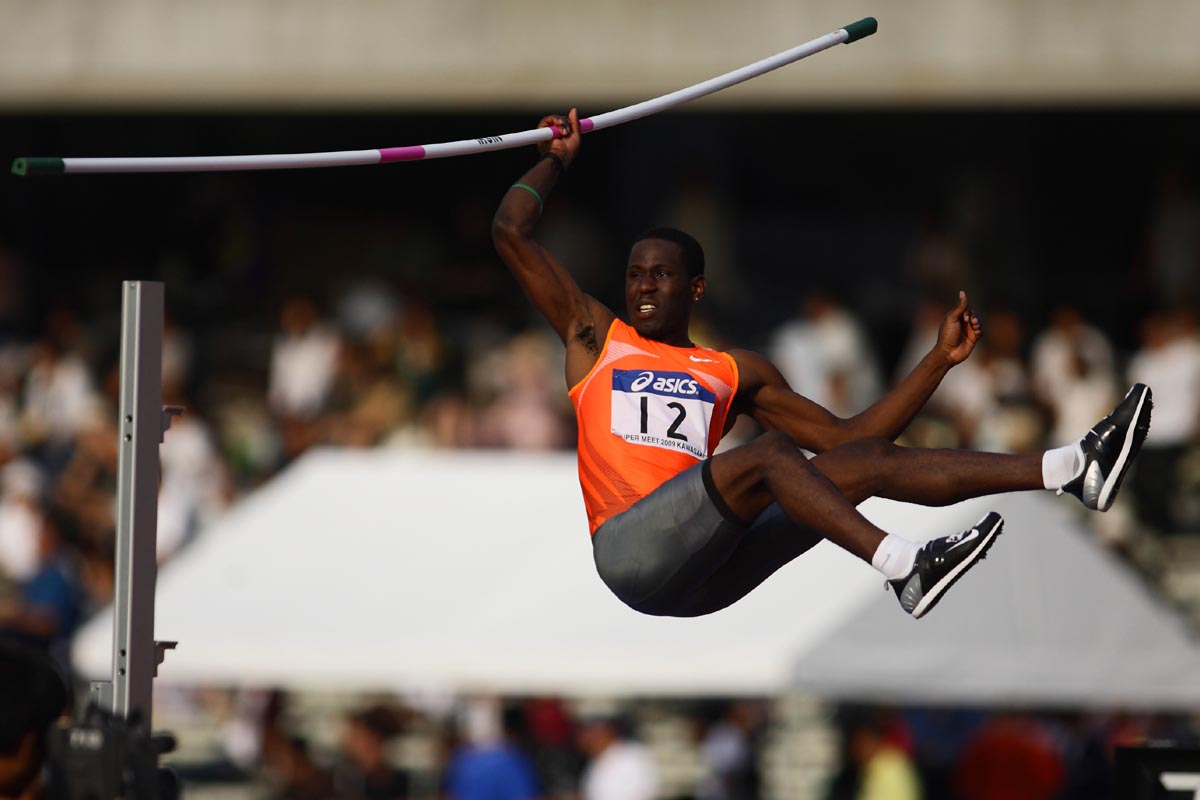
Donald Thomas – 2,21 m
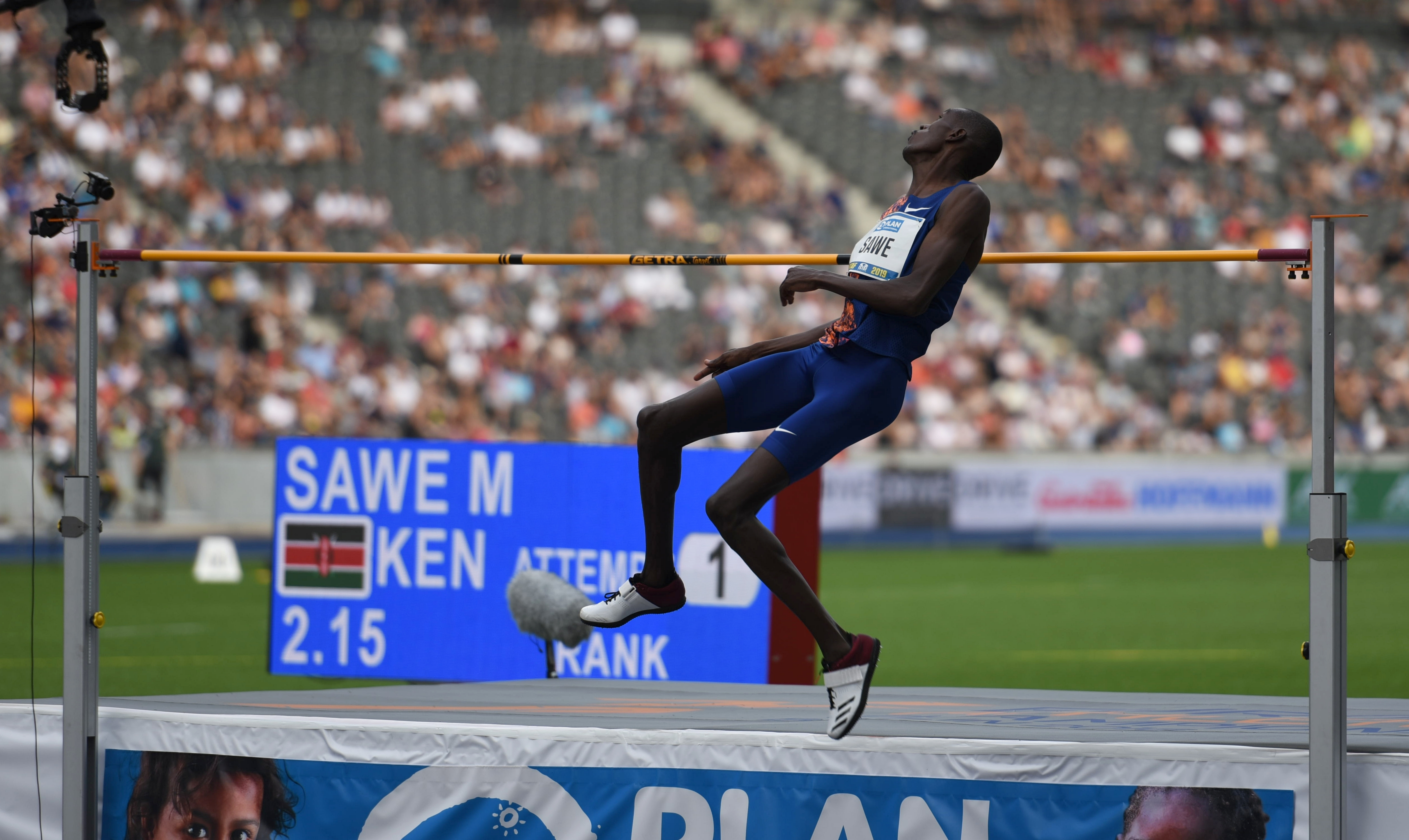
Mathew Sawe – 2,17 m

#### Gruppe B

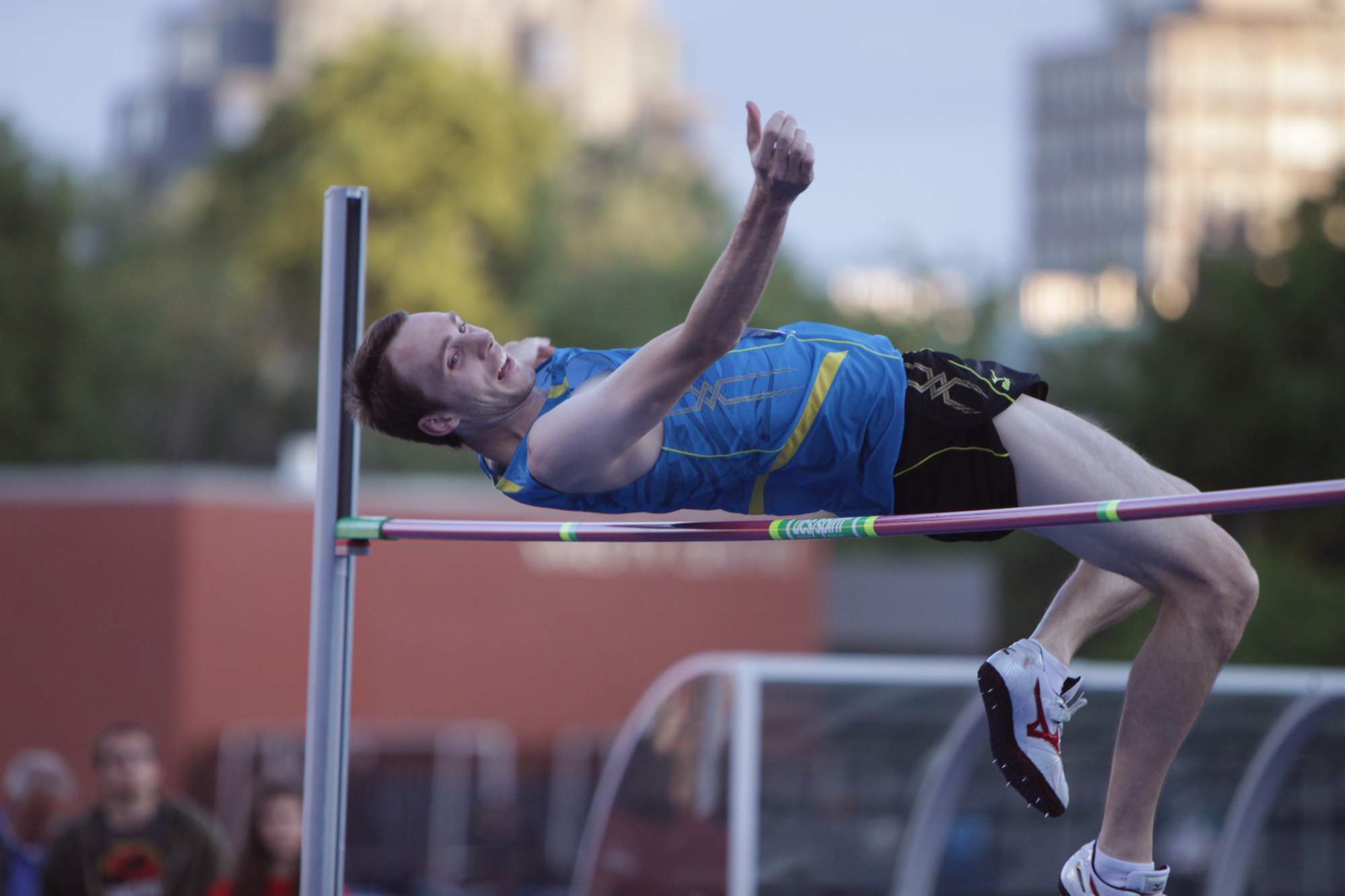
Michael Mason – ausgeschieden mit 2,25 m

30. Juli 2021, 9:20 Uhr Ortszeit (2:20 Uhr MESZ)
| Platz | Name              | Nation      | 2,17 m | 2,21 m | 2,25 m | 2,28 m | Höhe   | Anmerkung |
| ----- | ----------------- | ----------- | ------ | ------ | ------ | ------ | ------ | --------- |
| 1     | Michail Akimenko  | ROC         | o      | o      | o      | o      | 2,28 m |           |
| 2     | JuVaughn Harrison | USA         | o      | o      | xo     | o      | 2,28 m |           |
| 2     | Brandon Starc     | Australien  | o      | o      | xo     | o      | 2,28 m |           |
| 2     | Naoto Tobe        | Japan       | o      | xo     | o      | o      | 2,28 m |           |
| 5     | Woo Sang-hyeok    | Südkorea    | o      | o      | o      | xo     | 2,28 m |           |
| 6     | Maksim Nedassekau | Belarus     | o      | o      | xxo    | xo     | 2,28 m |           |
| 7     | Michael Mason     | Kanada      | o      | o      | o      | xxx    | 2,25 m |           |
| 8     | Majd Eddin Ghazal | Syrien      | xo     | xo     | xxx    |        | 2,21 m | =PB       |
| 8     | Edgar Rivera      | Mexiko      | xo     | xo     | xxx    |        | 2,21 m |           |
| 10    | Thiago Moura      | Brasilien   | o      | xxo    | xxx    |        | 2,21 m |           |
| 11    | Loïc Gasch        | Schweiz     | xo     | xxo    | xxx    |        | 2,21 m |           |
| 11    | Mateusz Przybylko | Deutschland | xo     | xxo    | xxx    |        | 2,21 m |           |
| 13    | Tichomir Iwanow   | Bulgarien   | o      | xxx    |        |        | 2,17 m |           |
| 13    | Stefano Sottile   | Italien     | o      | xxx    |        |        | 2,17 m |           |
| 15    | Darryl Sullivan   | USA         | xo     | xxx    |        |        | 2,17 m |           |
| 16    | Jamal Wilson      | Bahamas     | xxo    | xxx    |        |        | 2,17 m |           |

Weitere in Qualifikationsgruppe B ausgeschiedene Hochspringer:

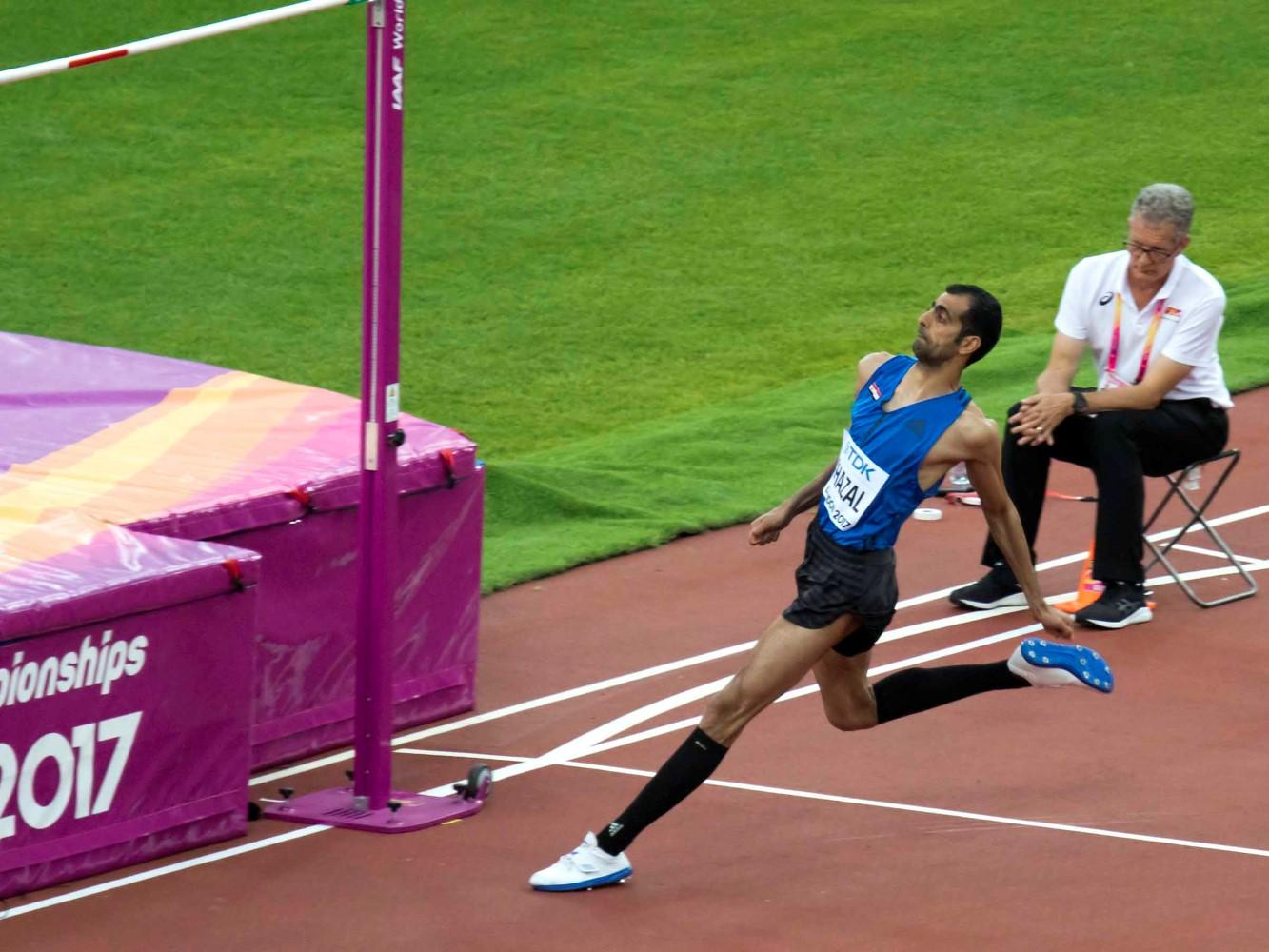
Majd Eddin Ghazal – 2,21 m
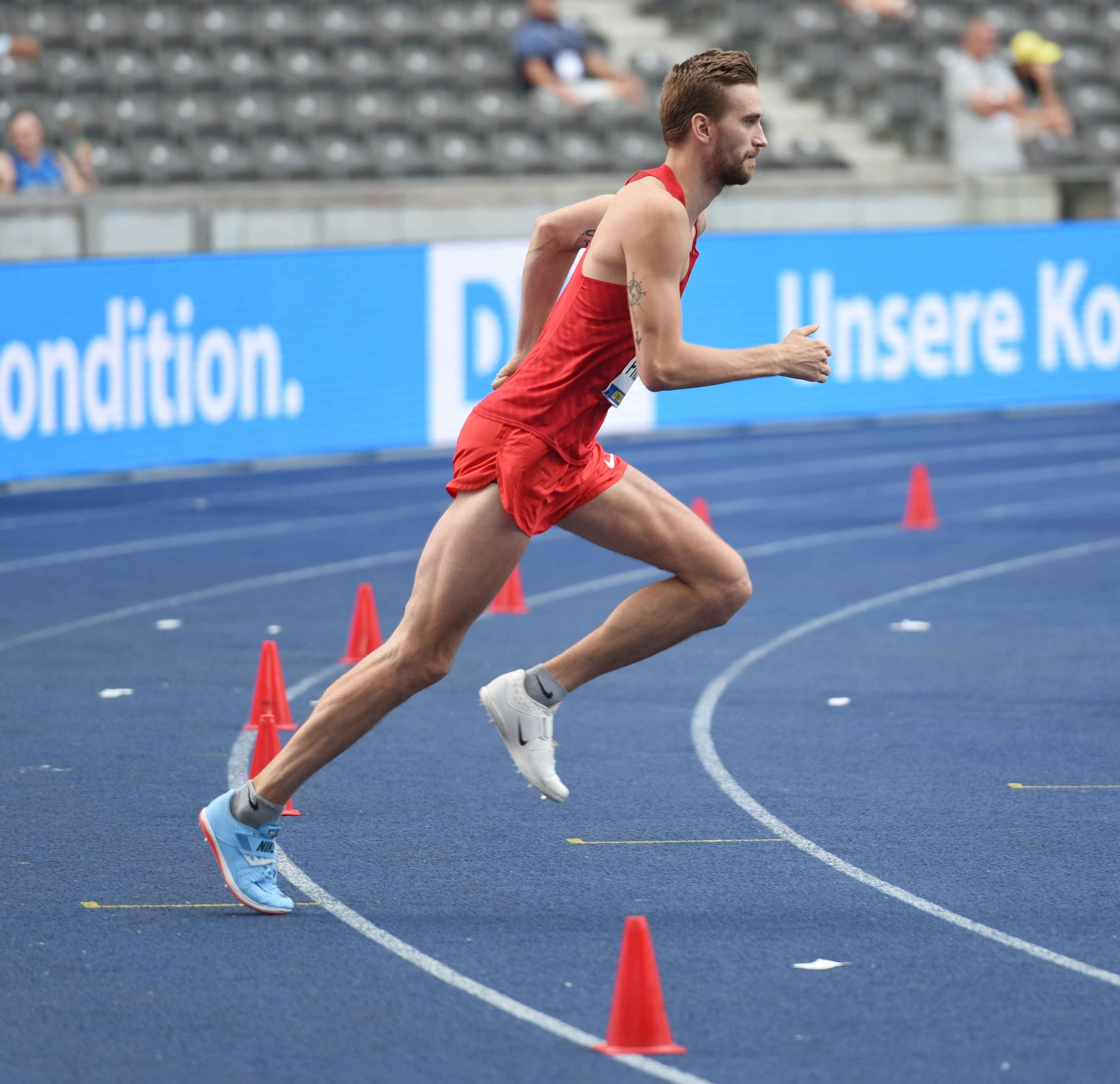
Mateusz Przybylko – 2,21 m

### Finale

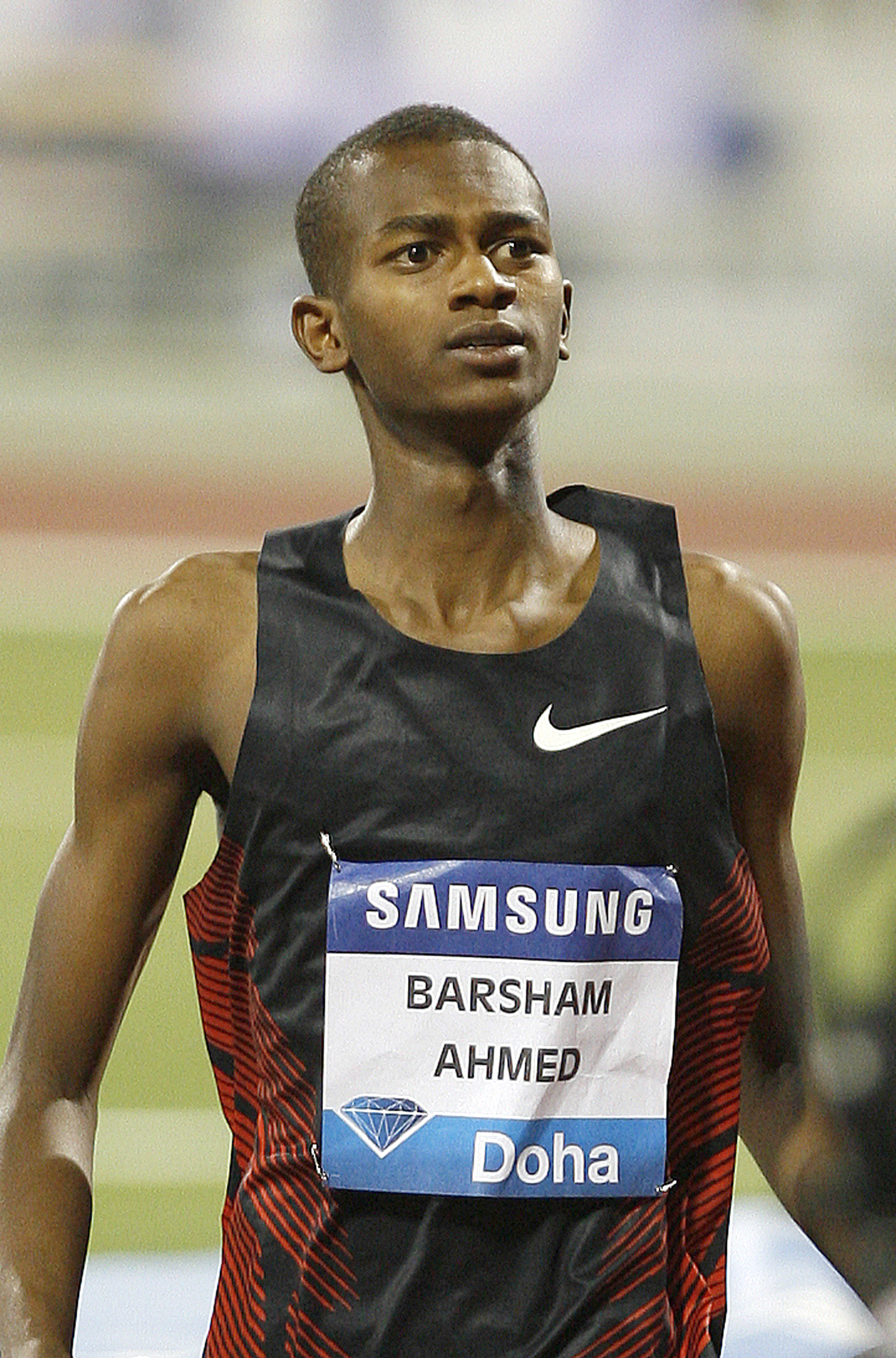
Mutaz Essa Barshim war einer von zwei Olympiasiegern im Hochsprung

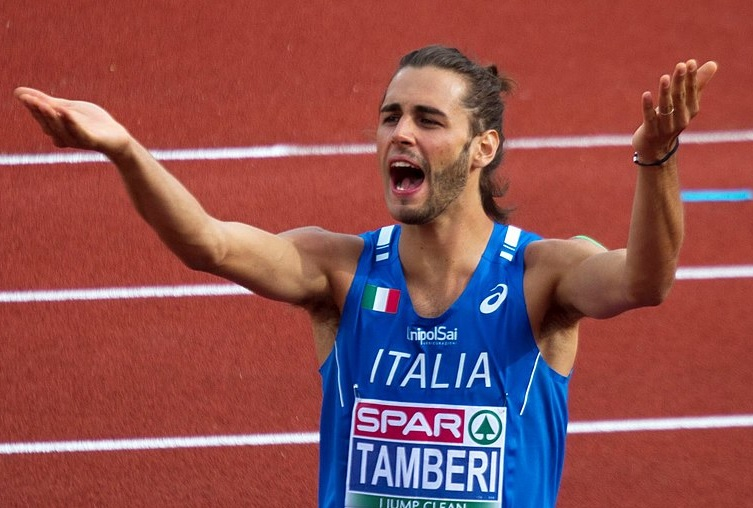
Der zweite Goldmedaillengewinner Gianmarco Tamberi

1. August 2021, 19:10 Uhr Ortszeit (12:10 Uhr MESZ)
| Platz | Name               | Nation         | 2,19 m | 2,24 m | 2,27 m | 2,30 m | 2,33 m | 2,35 m | 2,37 m | 2,39 m | Höhe | Anmerkung |
| ----- | ------------------ | -------------- | ------ | ------ | ------ | ------ | ------ | ------ | ------ | ------ | ---- | --------- |
| 1     | Mutaz Essa Barshim | Katar          | –      | o      | o      | o      | o      | o      | o      | xxx    | 2,37 | SB        |
| 1     | Gianmarco Tamberi  | Italien        | o      | o      | o      | o      | o      | o      | o      | xxx    | 2,37 | SB        |
| 3     | Maksim Nedassekau  | Belarus        | xo     | o      | o      | o      | o      | x–     | o      | xxx    | 2,37 | =NR       |
| 4     | Woo Sang-hyeok     | Südkorea       | o      | o      | o      | o      | xo     | o      | x–     | xx     | 2,35 | NR        |
| 5     | Brandon Starc      | Australien     | o      | o      | o      | o      | xxo    | o      | x–     | xx     | 2,35 | SB        |
| 6     | Michail Akimenko   | ROC            | o      | o      | o      | xo     | xo     | xx–    | x      |        | 2,33 | =SB       |
| 7     | JuVaughn Harrison  | USA            | o      | o      | xxo    | xo     | xo     | –      | x–     | xx     | 2,33 |           |
| 8     | Django Lovett      | Kanada         | o      | o      | o      | o      | xxx    |        |        |        | 2,30 |           |
| 9     | Ilja Iwanjuk       | ROC            | o      | o      | o      | xo     | xxx    |        |        |        | 2,30 |           |
| 10    | Hamish Kerr        | Neuseeland     | o      | o      | xxo    | xxo    |        |        |        |        | 2,30 |           |
| 11    | Tom Gale           | Großbritannien | o      | o      | o      | xxx    |        |        |        |        | 2,27 |           |
| 12    | Shelby McEwen      | USA            | o      | xxo    | o      | xxx    |        |        |        |        | 2,27 |           |
| 13    | Naoto Tobe         | Japan          | xo     | o      | xxx    |        |        |        |        |        | 2,24 |           |

Dieser Wettkampf entwickelte sich zu einem der spannendsten Hochsprungduelle der olympischen Geschichte. Als 2,35 m aufgelegt wurden, waren noch sieben Teilnehmer im Wettbewerb. Zwei von ihnen, der zweifache Weltmeister Mutaz Essa Barshim aus Katar (2017/2019) und der italienische Europameister von 2016 Gianmarco Tamberi, waren bis dahin ohne Fehlversuch geblieben, der Belarusse Maksim Nedassekau hatte bei seiner Anfangshöhe von 2,19 m einmal gepatzt, der Südkoreaner Woo Sang-hyeok hatte einen Fehlsprung bei 2,33 m, der für das sogenannte Team des russischen Komitees startende Michail Akimenko hatte 2,30 m und 2,33 m jeweils im zweiten Sprung überquert, der Australier Brandon Starc hatte zwei Fehlversuche bei 2,33 m auf seinem Konto und der US-Amerikaner JuVaughn Harrison war mit drei Fehlsprüngen belastet, hatte 2,33 m allerdings im zweiten Versuch genommen und lag so erstmal vor Starc.
Harrison ließ 2,35 m als einziger Wettbewerber aus. Barshim, Tamberi, Sang-hyeok und Starc erledigten die Höhe mit ihren jeweils ersten Sprüngen. Nedassekau hatte einen Fehlversuch und sparte sich die beiden verbleibenden Versuche für die nächste Höhe auf, Akimenko riss zweimal und ließ dann aus. Bei 2,37 m waren also weiterhin sieben Hochspringer im Wettbewerb, vier von ihnen mit übersprungenen 2,35 m. Barshim, Tamberi und Nedassekau meisterten die neue Höhe gleich im jeweils ersten Versuch. Alle anderen rissen einmal, womit Akimenko ausgeschieden war.
Nun ging es über 2,39 m, immer noch waren sechs Athleten im Kampf um die Medaillen dabei. Allerdings standen für Sang-hyeok, Starc und Harrison nur noch jeweils zwei Versuche zur Verfügung. Die jetzt aufgelegte Höhe von 2,39 m sollte die letzte dieses Wettkampfs sein. Keiner der sechs Teilnehmer war erfolgreich. Barshim, Tamberi und Nedassekau hatten 2,37 m gemeistert und damit die Medaillen gewonnen. Für Maksim Nedassekau, der sich zwei Fehlsprünge geleistet hatte, gab es Bronze. Tamberi und Barshim lagen gleichauf an der Spitze und es hätte jetzt eigentlich ein Stechen geben sollen. Die Ränge vier bis sieben belegten in dieser Reihenfolge Woo Sang-hyeok (2,35 m im ersten Versuch bei einem Fehlsprung bis dahin), Brandon Starc (2,35 m, erster Versuch, zwei Fehlsprünge), Michail Akimenko (2,33 m, zweiter Versuch, zwei Fehlsprünge) und JuVaughn Harrison (2,33 m, zweiter Versuch, vier Fehlsprünge).
Wie im Abschnitt "Besondere Vorkommnisse" oben beschrieben verzichteten die beiden Führenden auf ein Stechen und so gab es mit Mutaz Essa Barshim und Gianmarco Tamberi erstmals in der olympischen Geschichte zwei Goldmedaillengewinner.

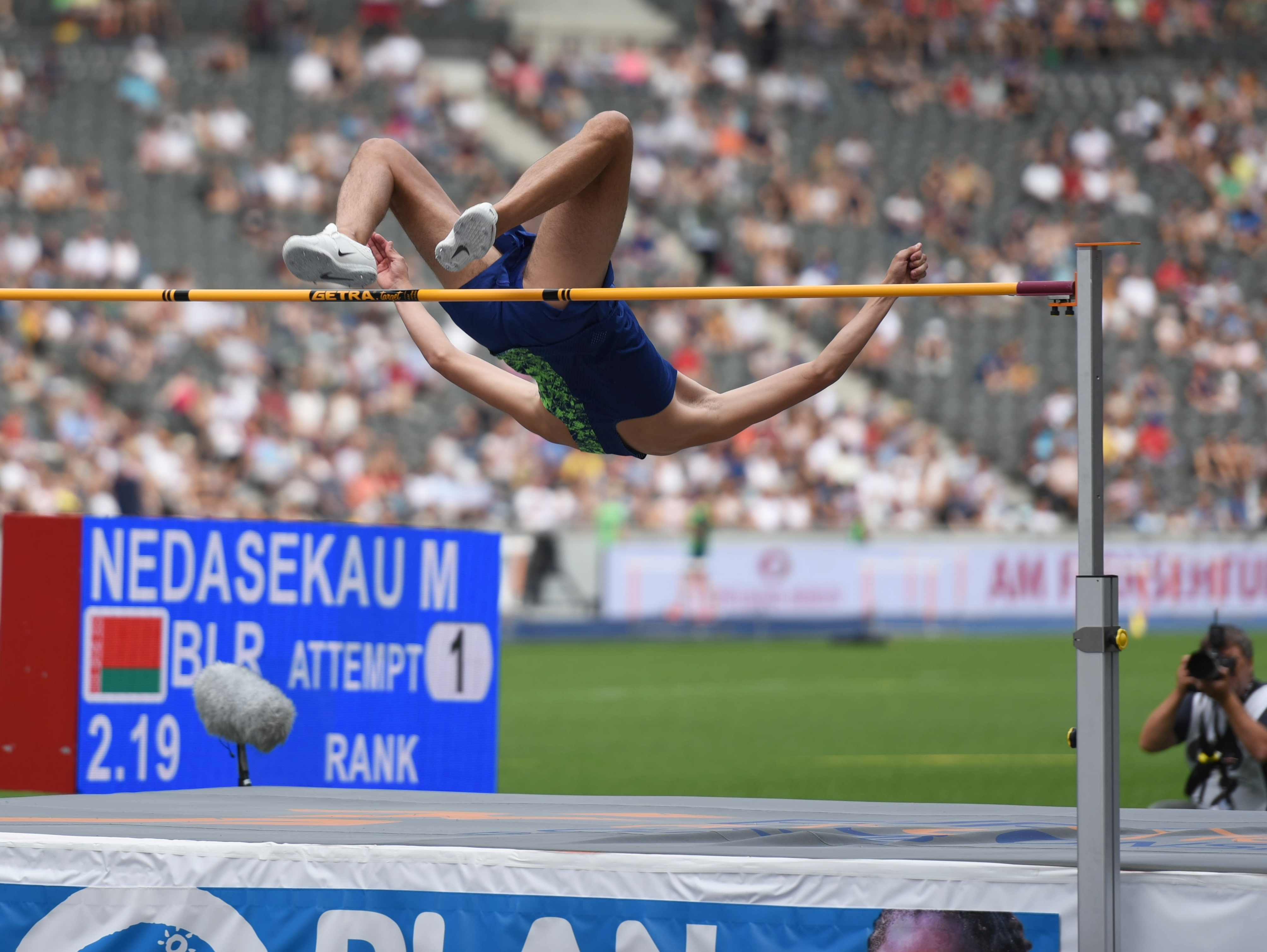
Bronzemedaillengewinner Maksim Nedassekau
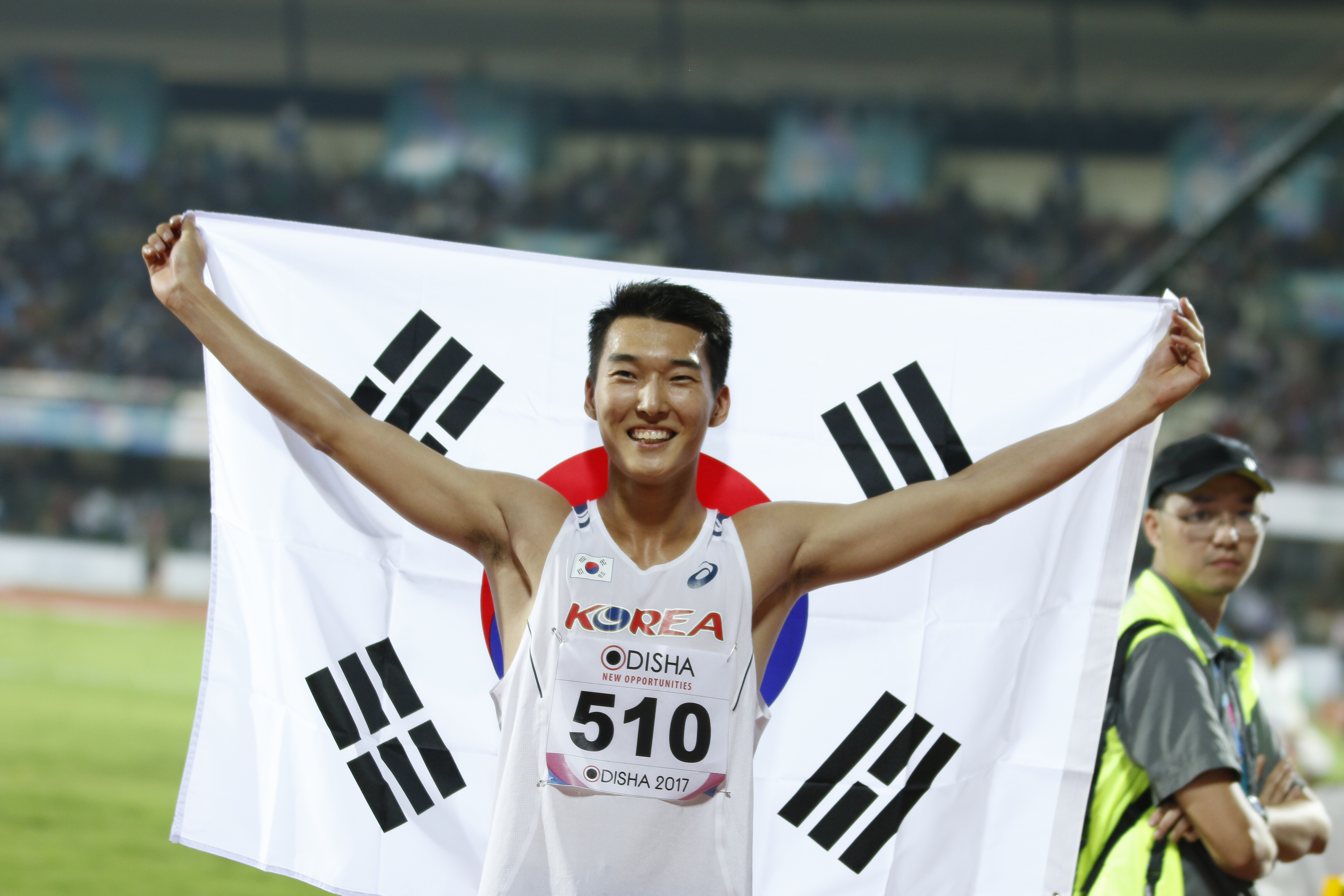
Woo Sang-hyeok belegte Rang vier

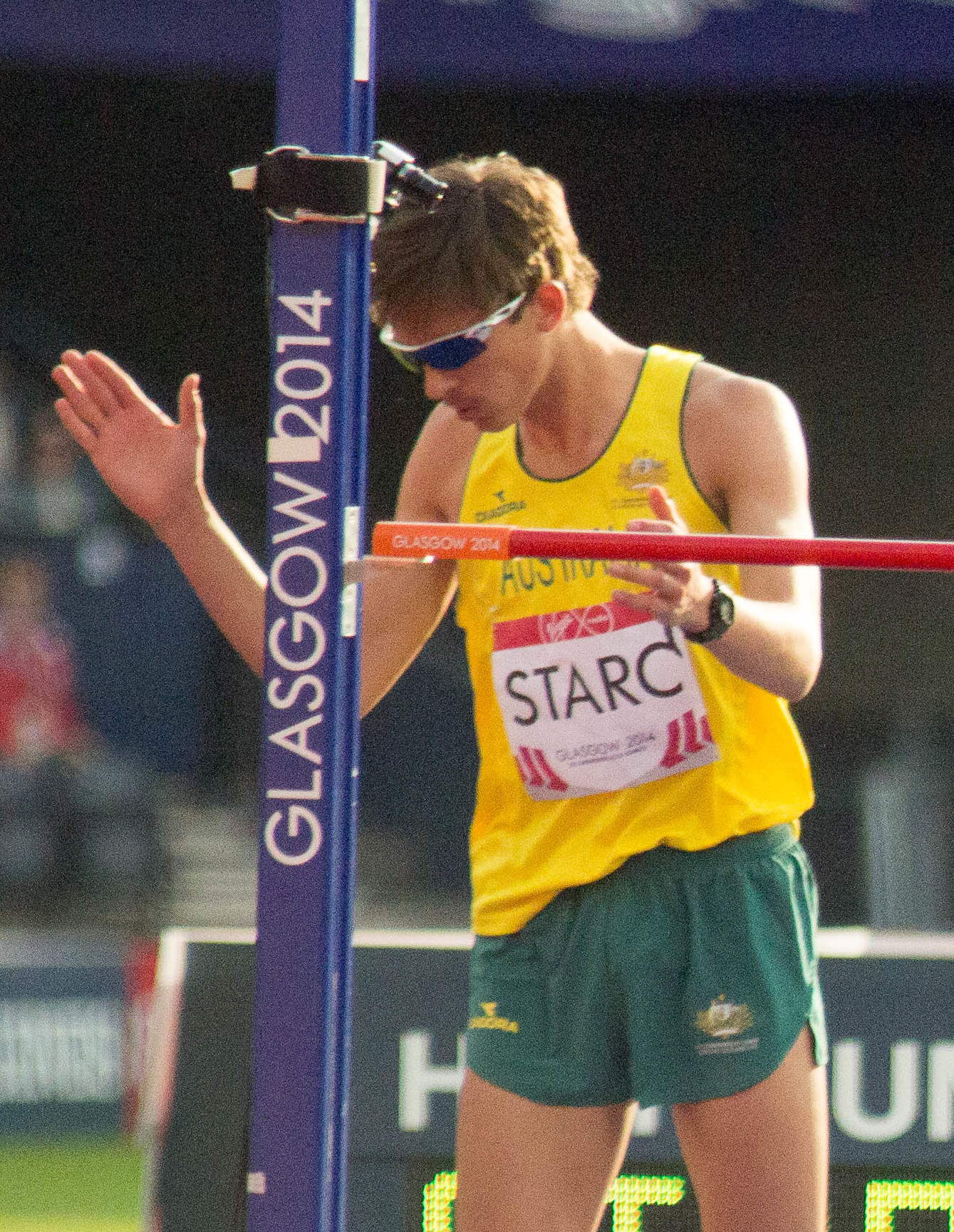
Brandon Starc kam auf den fünften Platz
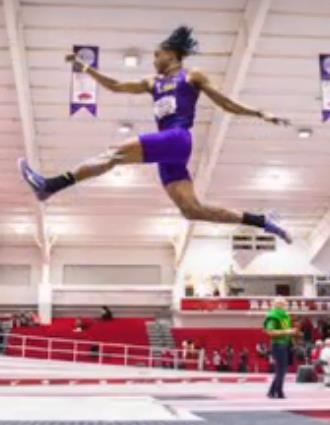
JuVaughn Harrison erreichte Platz sieben
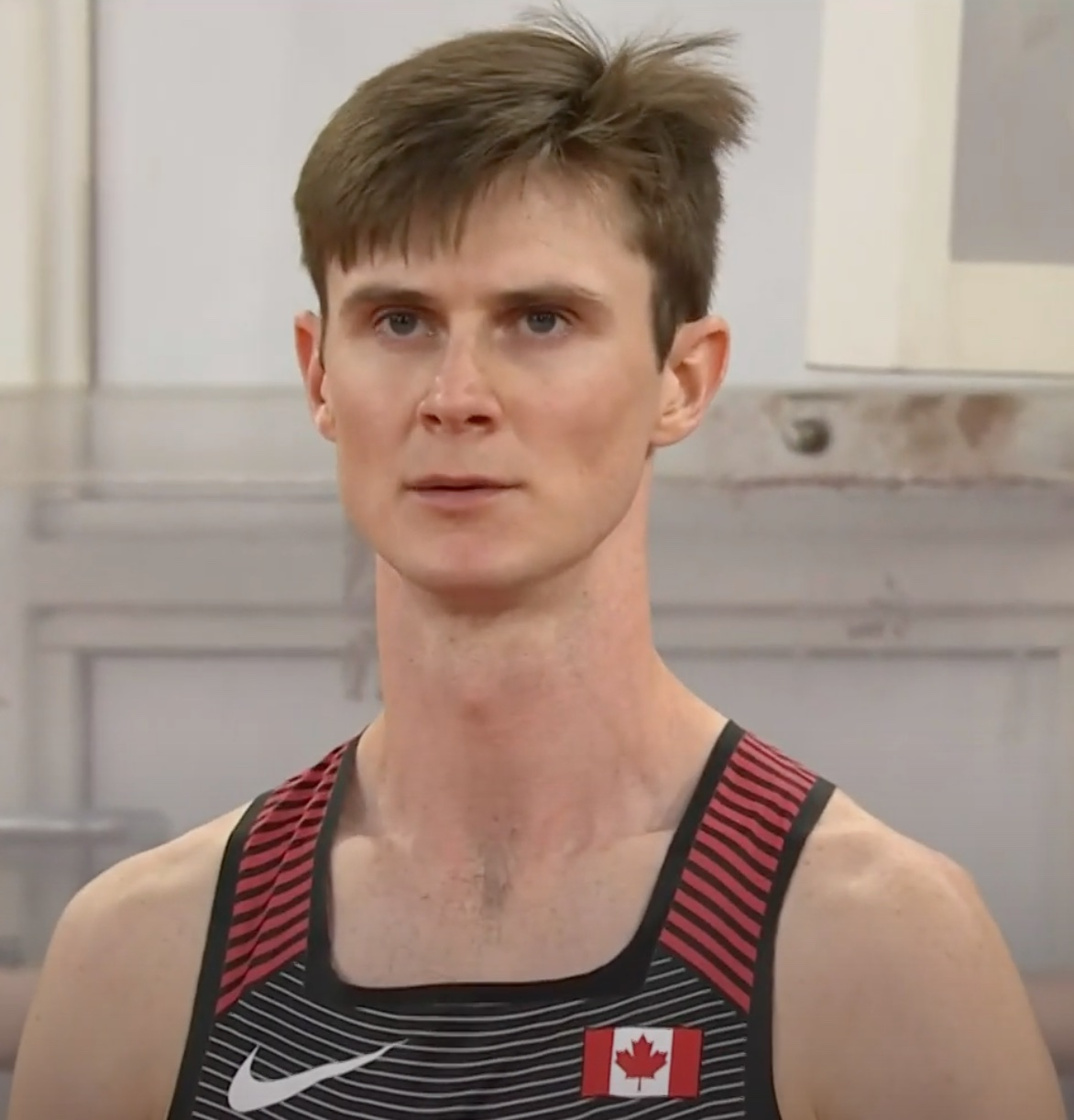
Rang acht für Django Lovett
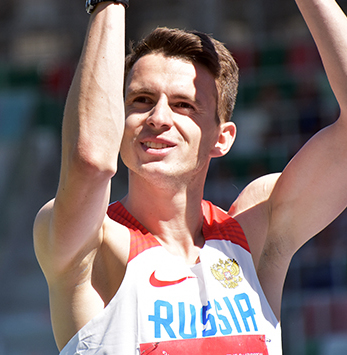
Ilja Iwanjuk wurde Olympianeunter

## Videolinks
- Men's High Jump final, Tokyo Replays, youtube.com, abgerufen am 24. Mai 2022